# Princesse-Élisabeth
Princesse-Élisabeth – letnia stacja antarktyczna należąca do Belgii, znajdująca się na Ziemi Królowej Maud na Antarktydzie Wschodniej.

## Położenie i warunki
Stacja znajduje się na granitowym grzbiecie nunataku Utsteinen, położonym około 220 km od wybrzeża Oceanu Południowego. Umiejscowienie stacji pozwala badaczom na dogodną eksplorację wnętrza kontynentu między południkami 20° i 30° E. W okolicy stacji temperatury zmieniają się w zakresie od - 50 do -5 °C. Stacja została nazwana na cześć księżniczki Elżbiety, następczyni tronu Belgii.
Stacja została zbudowana jako budynek pasywny, którego ściany posiadają 9 warstw izolacji, ze zintegrowanymi systemami wentylacji i wymiany ciepła. Dzięki temu w sezonie letnim do ogrzewania wykorzystuje jedynie energię słoneczną i ciepło emitowane przez pracujące urządzenia elektryczne, oraz ciała mieszkańców. Oprócz energii słonecznej, której ilość spada z zakończeniem dnia polarnego, wykorzystywana jest także energia wiatrów katabatycznych. Stacja wykorzystuje w tym celu 9 turbin wiatrowych zdolnych wytrzymać najsilniejsze uderzenia wichru. Dla zabezpieczenia baza posiada także akumulatory i awaryjne generatory.

## Historia i działalność
Stacja im. księżniczki Elżbiety rozpoczęła działalność w 2009 roku. Przewidywany czas pracy bazy to 25 lat, może ona działać w trakcie zimy polarnej, choć obecnie jest użytkowana tylko w sezonie letnim od listopada do lutego.
Stacja zapewnia dostęp do gór Sør-Rondane, licznych lodowców i Płaskowyżu Polarnego. W tych regionach polarnicy z Belgii i współpracujących krajów (m.in. Japonii) prowadzą różnorodne programy badawcze, obejmujące glacjologię, badania klimatu i atmosfery, mikrobiologię i meteorytykę